# Stylurus gideon
Stylurus gideon är en trollsländeart som först beskrevs av James George Needham 1944.  Stylurus gideon ingår i släktet Stylurus och familjen flodtrollsländor. IUCN kategoriserar arten globalt som otillräckligt studerad. Inga underarter finns listade i Catalogue of Life.